# Dardhas
Dardhas là một xã trong quận Pogradec thuộc hạt Korçë, Albania. Dân số năm 2005 là 3238 người.